# 舊穆西伊夫卡
49°48′47″N 32°54′47″E / 49.81306°N 32.91306°E
舊穆西伊夫卡（烏克蘭語：Стара Мусіївка），是烏克蘭中部的村莊，隸屬波爾塔瓦州的盧布尼區。該村處於蘇拉河畔，距離什基利3公里，海拔高度87米，2001年人口10。